# Raión de Nelídovo
El raión de Nelídovo (ruso: Нели́довский райо́н) es un distrito administrativo (raión) ruso perteneciente a la óblast de Tver. Su forma de autogobierno local es desde 2018 la de ókrug urbano (Нели́довский городской округ), albergando su territorio un único ayuntamiento con sede en la capital distrital homónima. Se ubica en el suroeste de la óblast.
En 2018, el raión tenía una población de 25 418 habitantes, de los cuales unos dieciocho mil viven en la ciudad de Nelídovo. Los otros siete mil habitantes se reparten en 169 pedanías, de las cuales las más pobladas son Zemtsy, Yuzhni, Zagorodni y Novosiolki, todas ellas con una población de entre trescientos y mil habitantes cada una.
El raión es conocido por su paisaje forestal. El norte de su territorio forma parte de la reserva natural del Bosque Central.